# Julie de Lespinasse
Julie-Jeanne-Éléanore de Lespinasse, més coneguda com a Julie de Lespinasse (Lió, França, 9 de novembre de 1732 - París, 23 de maig de 1776), fou una artista, escriptora i organitzadora francesa d'un dels salons parisencs més brillants i emancipats, a casa seva, al carrer de Bellechasse, de París. Hi concorregueren filòsofs, polítics i intel·lectuals com d'Alembert, Diderot, Condillac, Marmontel, Turgot o Condorcet i esdevingué autèntic focus del moviment enciclopedista.
Era filla il·legítima de la comtessa d'Albon i del comte de Champrond, germà d'una altra famosa salonnière, Madame du Deffand, a casa de la qual freqüentà escriptors com Fontenelle, Montesquieu o Marivaux, fins que ella mateixa es va fer amfitriona del seu propi saló, el 1764, que fou conegut com el més filosòfic, el més lliure i tolerant, de major presència femenina, en el qual circulaven obertament les idees republicanes i des d'on es promovien les noves idees il·lustrades.
Amiga íntima de d'Alembert, Julie de Lespinasse és considerada la musa del Somni de d'Alembert, escrit per Diderot, i el seu saló, «el laboratori de l'Enciclopèdia».
Fou autora de diversos volums de cartes que revelen la seva sensibilitat romàntica i són un testimoni de la vida social i intel·lectual de la França del segle xviii.